# Polymixis dubiosa
Polymixis dubiosa là một loài bướm đêm trong họ Noctuidae.